# 岩谷松平

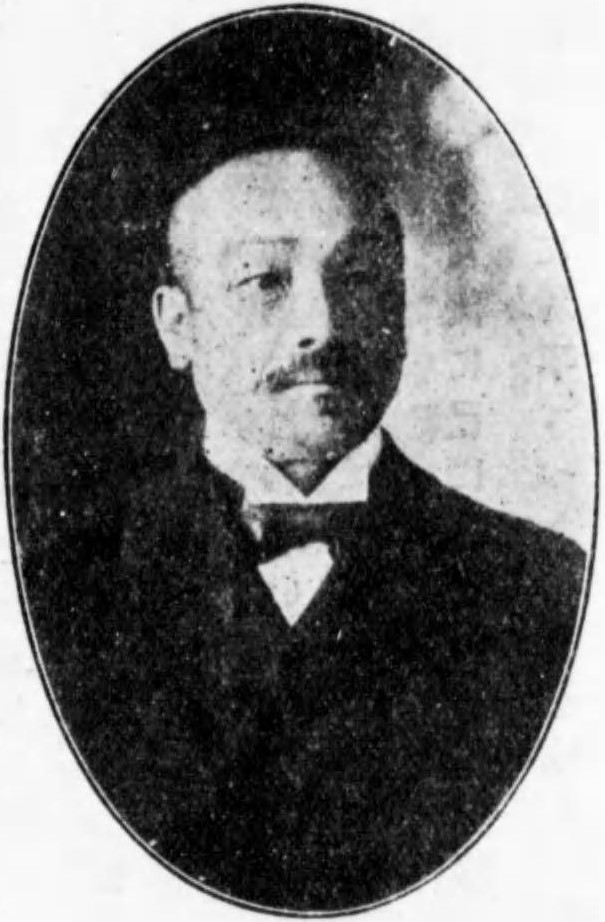
岩谷松平

岩谷 松平（いわや まつへい、1850年6月 - 1920年3月10日）は、薩摩国（鹿児島県）出身の実業家、政治家。岩谷商会会長。別名、岩谷天狗。

## 経歴
薩摩国薩摩郡隈之城郷東手村の向田町（現在の薩摩川内市）にて、郷士・岩谷卯之助の二男として生まれる。1858年に母と死別。1863年に父をも失った。両親同じく熱病で長兄も失い、家族を養うために小菓を作って近在を行商して3年ほど糊口を凌いだのち、酒造業と質屋を営む本家・岩谷松兵衛の長女さい子の婿養子となる。明治2(1869)年に同家の家督を継ぎ、養蚕業にも手を出したが、明治10（1877）年の西南戦争で家屋を焼かれたことを契機に上京。
1877年8月、東京銀座3丁目（現松屋 (百貨店) 付近）に薩摩物産販売店"薩摩屋"を開き、成功を収める。「花は霧島　煙草は国分」と歌われる薩摩の特産品の煙草も販売していた。このころ、自邸内に20数人の愛人を囲い、男女21人の子を儲けて話題となった。1880年5月に煙草販売業「天狗屋」を開業した。しかし1881年同業者に訴えられ東京裁判所より身代限（破産）を申し渡される。オールドゴールド（en:Old Gold）など舶来品煙草を扱っていたが、弟・右衛（うえ）らを米国に派遣して紙巻きたばこの製造技術を学ばせ、自身でも本格的な巻きたばこ製造に着手。1884年に岩谷商店開業し、口付き紙巻き煙草「天狗煙草」を発売。原料を巻紙に送り出す足踏み填充機を導入し、手作業が欠かせない口付き煙草の生産性を飛躍的に伸ばして成功した。東京と大阪に工場を持ち、外部委託の賃巻制も採用して大量生産体制を採った。
日清戦争の際には軍に煙草を納入し、これは後の『恩賜のたばこ』のもととなった。煙草産業の大立者となり、東洋煙草大王の異名を取る。店頭に「勿驚（おどろくなかれ）税金たつた百萬円」、「慈善職工五萬人」と大きく書くなどして、自分の事業が国益に貢献しており、「国益の親玉」であるとアピールした。煙草産業以外にも、共同運輸会社、帝国工業会社、大日本海産会社、ラムネ会社、東京食用鳥獣会社、東京取引所銀行などの創立に関与。1901年の長者番付では、服部時計店（現：セイコー）創業者の服部金太郎と共に最上位となった。『二六新報』で岩谷に対するネガティブキャンペーンが行なわれると、1901年に『国益新聞』を創刊してそれに対抗した。
1901年5月から1903年6月まで東京市会議員を務める。1903年3月、第8回衆議院議員総選挙に東京府東京市区から出馬し、新代議士として最高点で当選。煙草の専売制に猛反発していた岩谷だが、1903年末には自身が中心となって『煙草官営問題全国連絡会』を組織し、条件闘争に切り替えた。この頃、大蔵省専売局出身の藤田謙一を雇い入れ、岩谷商店の会社組織化を強化。
1904年3月、専売法制定によって営業権を政府に奪われて、1905年11月に廃業。1906年には宇治川電気の発起人の一人として取締役に就任。1911年には肥前電気軌道の初代社長に就任。現在の東京都渋谷区猿楽町一帯に1万3000坪の敷地を購入して豪壮な屋敷を構え、晩年は「豚天狗」を名乗って養豚業などを行いながら、多くの家族とともに暮らした。70歳近くなっても京浜間の一等車を借り切って美人を乗せて戯れる、といった遊びもしていた。
その後は不遇となり、写真の入った位牌を販売するなどしていたものの、脳卒中のために半身不随となって晩年を過ごした。自邸にて、脳溢血で没。猿楽町の旧居跡には、岩谷天狗山という地名が残っている。

## 親族
正妻と愛人たちに生ませた子供の総数は53人にのぼり、そのうち次男の岩谷二郎はベルギー大使となった。二郎の息子岩谷満は探偵小説専門出版社岩谷書店の創業者で、探偵小説誌『宝石』を創刊した。満の息子・岩谷温は、英会話学校・NOVA、GEOSを経営するNOVAホールディングス株式会社の相談役（元・代表取締役会長であったが、本人の意向により相談役となる)。
松平の孫の岩谷広子は声楽家。このほか、長男松蔵の娘森赫子は女優となった。
紀田順一郎『私の神保町』（晶文社、2004年）によると映画監督山本嘉次郎も松平の孫とのことだが詳細は不明である。
なお、安部譲二の母方の祖母は松平の親族にあたる。
松平の51番目の子供吉田吉之助は岩谷商会解体後に、番頭であった吉田市恵家に預けられる。中高時代を長野県安曇野で過ごし、高校は松本にある松本深志高等学校に通う。その後大学受験に失敗し日大商学部の夜間に通う。戦争（満州）から戻り昭和33年に東京日本橋にとんかつ専門店「かつ吉」を開業。その後吉田潤一郎、次郎が継ぐ。現在は松平のひ孫にあたる吉田恵助、吉田大介兄弟が都内にあるかつ吉を分社して経営をしている。
高田川部屋に所属する力士、大天狗昌明は玄孫にあたり、四股名は天狗煙草に由来する。

## 岩谷と広告
岩谷は派手な広告で事業をアピールした。岩谷はシンボルマークとして丸に十、イメージキャラクターとして天狗を用いた。またシンボルカラーとして赤を採用し、赤づくめの衣装を着て、赤い馬車に乗って街中を練り歩き、人々に声をかけた。岩谷は自邸も赤で統一しており、妻の葬儀の際には赤い棺を用いたという。
商売敵であった村井商会の村井吉兵衛も大規模な広告で対抗し、白いのぼりを揚げた楽隊に商品のテーマソングを演奏させて行進した。両社の広告合戦はエスカレートし、時には騒動をもたらすこともあった。
また、赤い馬車に乗った岩谷に声をかけられた一人が、電通（当時は日本電報通信社）創始者の光永星郎であった。光永はこのことがきっかけで広告に関心を持つようになったという。

## 店舗
明治20年代後半から30年代初頭に建てられた店舗兼住宅が東京の銀座煉互街の一画、現在の銀座松屋の位置にあった。間口が46mに及ぶ連屋で2階建て、和洋折衷で一部1階の陸屋根には立派な庭園があり、夏は滝が落ちる仕掛けもあった。明治34年に作られた宣伝歌「天狗煙草当世流行節」でも、「屋根の上にもお庭がござる、岩谷でなんとしょ。富士のすそのに川もある。見下ろせば滝の音。天狗はえらいね。テナコオッシャイマシタヨ」と謳われた。新聞でも報じられ、大いに話題になったが屋上庭園のある建物は明治37年には買収されて消失した。

## 関連書
- 小説『けむりよ煙』永井龍男、筑摩書房、1965年 - 1967年にはフランキー堺主演でドラマ化（ナショナルゴールデン劇場）もされた。